# Карповичи (Наровлянский район)
Карповичи (бел. Карпавічы) — упразднённая деревня в Вербовичском сельсовете Наровлянского района Гомельской области Беларуси.
В связи с радиационным загрязнением после катастрофы на Чернобыльской АЭС жители (62 семьи) переселены в 1986 году в чистые места, преимущественно в деревни Ботвиново и Меркуловичи Чечерского района. С 2005 года исключена из данных по учёту и регистрации административно-территориальных и территориальных единиц как фактически несуществующая.

## География

### Расположение
На территории Полесского радиационно-экологического заповедника.
В 9 км на юго-восток от Наровли, 34 км от железнодорожной станции Ельск (на линии Калинковичи — Овруч), 187 км от Гомеля.

### Гидрография
На юге и западе мелиоративные каналы, соединённые с рекой Припять.

## Транспортная сеть
Транспортные связи по просёлочной, а затем автодороге Дёрновичи — Наровля. Планировка состояла из прямолинейной улицы, ориентированной с юго-востока на северо-запад, к которой с юга присоединялась короткая улица. Была застроена двусторонне деревянными домами усадебного типа.

## История
Обнаруженные археологами вещи бронзового века (0,3 км на запад от деревни) и стоянка каменного века (на юго-западе) свидетельствуют о заселении этих мест с давних времён. По письменным источникам известна с XVIII века как деревня в Речицком повете Минского воеводства Великого княжества Литовского. С 1764 года — во владении Аскерко.
После 2-го раздела Речи Посполитой (1793) в составе Российской империи. Деревня была секвестрирована и передана действительному тайному советнику Я. Сиверсу, а с 1825 года — во владении С. И. Горватта. В 1908 году — центр Карповичской волости (до 9 мая 1923 года) Речицкого уезда Минской губернии.
В 1929 году организован колхоз «Новый путь», работали ветряная мельница, конная круподёрка, кузница. Во время Великой Отечественной войны освобождена от немецких оккупантов 29 ноября 1943 года 415-й стрелковой дивизией. 60 жителей погибли на фронте. В 1986 году работали клуб, магазин.
В связи с чрезвычайно высоким радиационным загрязнением вся застройка разрушена и захоронена под толстым слоем земли.

## Население

### Численность
- 1986 год — жители (62 семьи) переселены.

### Динамика
- 1795 год — 23 двора.
- 1834 год — 28 дворов, 137 жителей.
- 1850 год — 35 дворов 145 жителей.
- 1908 год — 37 дворов, 243 жителя.
- 1959 год — 298 жителей (согласно переписи).
- 1986 год — 62 двора, 189 жителей.
- 1986 год — жители (62 семьи) переселены.